# آزمایش لوازم آرایشی روی جانوران

این «خرگوش پرشی» نشان می‌دهد که محصولات آرایشی با این نشان روی جانوران آزمایش نشده‌است.

آزمایش لوازم آرایشی روی جانوران نوعی آزمایش جانوری است که برای آزمایش ایمنی و خواص ضد حساسیت محصولات آرایشی برای استفاده توسط انسان استفاده می‌شود.
از آنجایی که این نوع آزمایش روی جانوران اغلب برای آزمون‌های جانوری زیان‌آور است، با مخالفت فعالان حقوق جانوران و دیگران مواجه می‌شود. آزمایش‌های لوازم آرایشی روی جانوران در بسیاری از نقاط جهان از جمله کلمبیا، اتحادیه اروپا، بریتانیا، هند، اسرائیل، و نروژ ممنوع است.
لوازم آرایشی که بدون هیچ آزمایشی روی جانوران تولید شده‌اند، گاهی به عنوان " لوازم آرایشی بدون ستم " شناخته می‌شوند. برخی از برندهای محبوب زیبایی بدون ستم عبارتند از: ELF, Charolette Tilbury, Farsali, Fenty Beauty, Fenty Skin, Glow Recipe و موارد دیگر. از یک وبگاه ساده می‌توان برای ارزیابی اینکه کدام برندها بدون ستم هستند، استفاده کرد.